# Hans Ringström

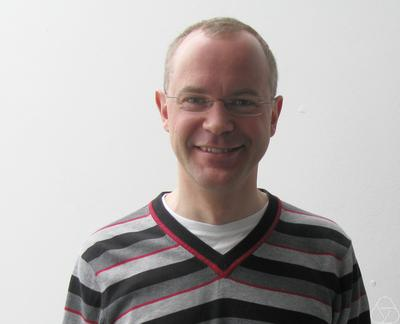
Hans Ringström

Hans Ringström, född 1972 i Stockholm, är en svensk matematiker och professor vid Kungliga Tekniska högskolan. Han har blivit internationellt uppmärksammad för sina grundläggande bidrag till studiet av kosmologiska modellers dynamik, särskilt den ”kosmiska censurförmodan”.

## Utbildning och akademisk karriär
Ringström gick ut Danderyds gymnasium 1991 och började samma år studera elektroteknik vid KTH. Han blev civilingenjör 1996 efter ett examensarbete i fusionsplasmafysik. Han fortsatte med forskarutbildning i matematik med Lars Andersson som handledare och blev teknologie doktor 2000. Sin post-doc gjorde han 2000-2004 vid Max Planck-institutet för gravitationsfysik i Tyskland, ett av forskningsinstituten inom Max Planck-sällskapet. Därefter återvände han till en forskartjänst som Vetenskapsrådet finansierar vid KTH:s matematikinstitution.

## Forskningsinriktning
Ringström forskar om matematiska problem som kan uppstå kring Einsteins fältekvationer i allmän relativitetsteori, speciellt vid problemställningar i kosmologiska modeller av universum som helhet. Standardmodellen av universum utgår från den kosmologiska principen om homogenitet och isotropi. Dessa antaganden strider visserligen mot vår erfarenhet, men är rimliga i en skala, där galaxer ses som små. Antagandena reducerar Einsteins ekvationer till ett matematiskt relativt enkelt problem. De resulterande modellerna stämmer väl med observationer. Men studier av den kosmiska bakgrundsstrålningen visar att det också bör finnas små avvikelser, som krävs för att strukturer ska bildas. Och har samma naturlagar gällt överallt sedan världsalltet eventuellt skapades?
De starka antagandena är därför otillfredsställande och frågan är om man får samma slutsatser som ovan, när man släpper på homogenitet och isotropi och stör en standardmodell lite grand. Hur påverkar det gravitationsfält, modellernas stabilitet och den resulterande rumtidens utveckling?

## Publikationer
H. Ringström, On the Topology and Future Stability of the Universe, Oxford University Press (2013)

## Utmärkelser
Ringström har två gånger, 2007 och 2011 premierats av Göran Gustafssons stiftelse. Han invaldes 2015 till ledamot av Kungliga Vetenskapsakademien.